# Karl Theodor, kurfurste av Bayern
Karl (eller Carl) Philipp Theodor, född 10 december 1724 i Bryssel, död 16 februari 1799 i München, var från 31 december 1742 kurfurste av Pfalz, som Karl IV, och från 30 december 1777 kurfurste av Bayern, som Karl II. Han var också hertig av Jülich och Berg. 
Karl Theodor tillhörde huset Pfalz-Sulzbach, en gren av huset Wittelsbach. Han var gift med sin kusin Elisabet Augusta av Sulzbach (1721–1794). Efter att han blivit änkling gifte han om sig med Maria Leopoldina av Österrike-Este (1776–1848). Båda äktenskapen var barnlösa och olyckliga.
Hans efterföljare som kurfurste, Maximilian I Josef av Bayern, blev den förste kungen av Bayern.